# Brám Miksa
Brám Miksa (Pest, 1842. – Bécs, 1917) vasútmérnök, miniszteri tanácsos.
Mérnöki tanulmányait Bécsben folytatta.[forrás?] Alig 19 éves volt, mikor a Déli vasúthoz került. Már 1870-ben megbízták a vállalat magyarországi üzemeinek vezetésével. Mielőtt a Déli vasút magyarországi vonalának vezérigazgatója lett, már nagy része volt ennek kiépítésében. Érdemei elismeréséül magyar nemességet és miniszteri tanácsosi címet kapott, azonkívül a Vaskorona-rend III. osztályát, a Ferenc József-rend középkeresztjét stb.